# 萬蔵稲荷神社
萬蔵稲荷神社（まんぞういなりじんじゃ）は、宮城県白石市小原馬頭山にある神社である。旧社格は村社。創建年は天明5年（1785年）頃。宇迦之御魂神（うかのみたまのかみ）を主祭神とする。

## 歴史
天明5年（1785年）頃、鎌倉時代からの金剛院修験の家柄である熊谷家（現宮司家）15代目羽黒派修験者大阿闍梨金剛院祐観（当時は馬方の萬蔵を名乗る）が祠を建立し宮司となる。旧社名は賀良明貴（がらみき）稲荷。熊谷萬蔵は弘化4年(1847年)6月27日に81歳で円寂。遺言によりその後即身仏となった。
明治2年に萬蔵稲荷神社と改称。明治42年に近隣16社11の祭神を合祀し、村社に列せられた。
萬蔵の即身仏は大正時代までは現存したが、見世物として持ち出された先で行方不明となり、現存しない。

## 伝承
小坂峠付近で馬方をしていた熊谷萬蔵は、ある夜、峠にさしかかった場所で旅に疲れた一人の老人を自宅に招待しもてなした。翌朝、老人は自身が稲荷神社の化身であると名乗り、礼として三頭の馬を萬蔵に贈った。萬蔵は贈られた三頭の馬を資金に稲荷神社を建立。自らも出羽三山で修行し、神仏の信奉生活と社会奉仕に生涯をささげ、「大阿闇梨金剛院祐観」の院号を受け、後に即身仏となった。彼が信仰し守りつづけた賀良明貴稲荷神社を、信者たちはいつしか萬蔵の名前を含めて、「萬蔵稲荷様」と崇め称えるようになった。

## ギャラリー

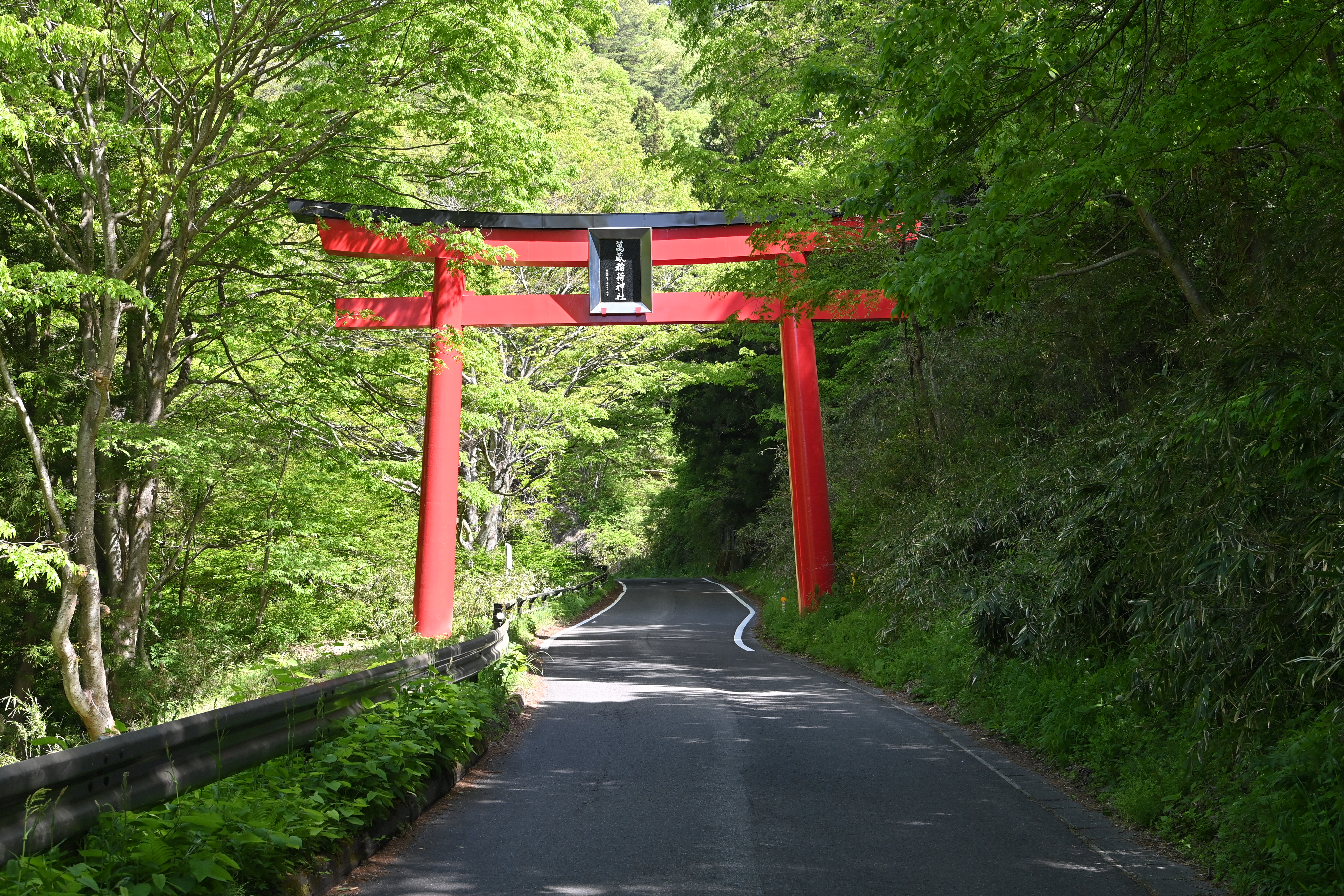
福島県道46号白石国見線に建つ萬蔵稲荷神社の大鳥居（福島県国見町大字鳥取）
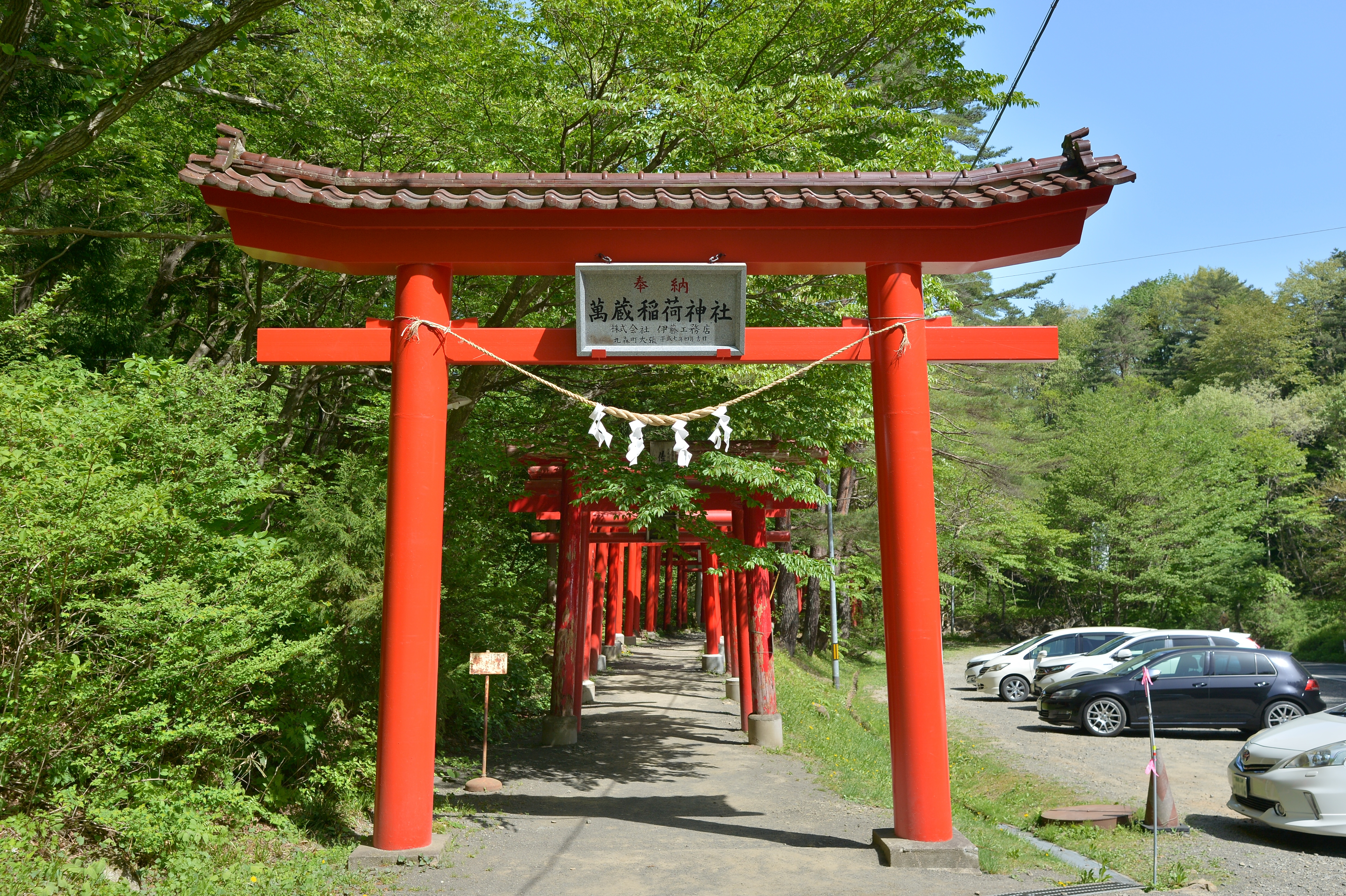
鳥居（駐車場脇）
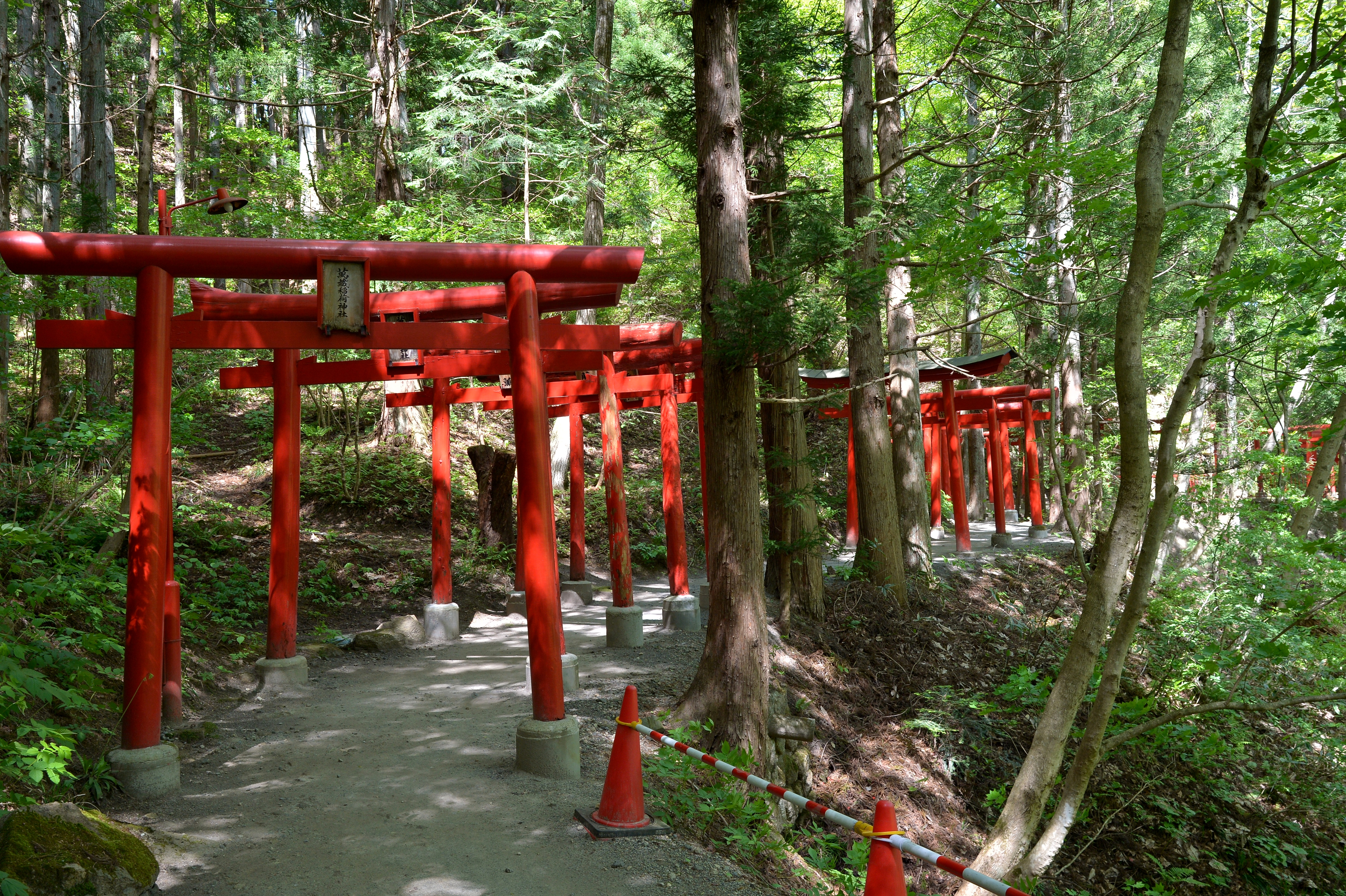
参道に立ち並ぶ鳥居
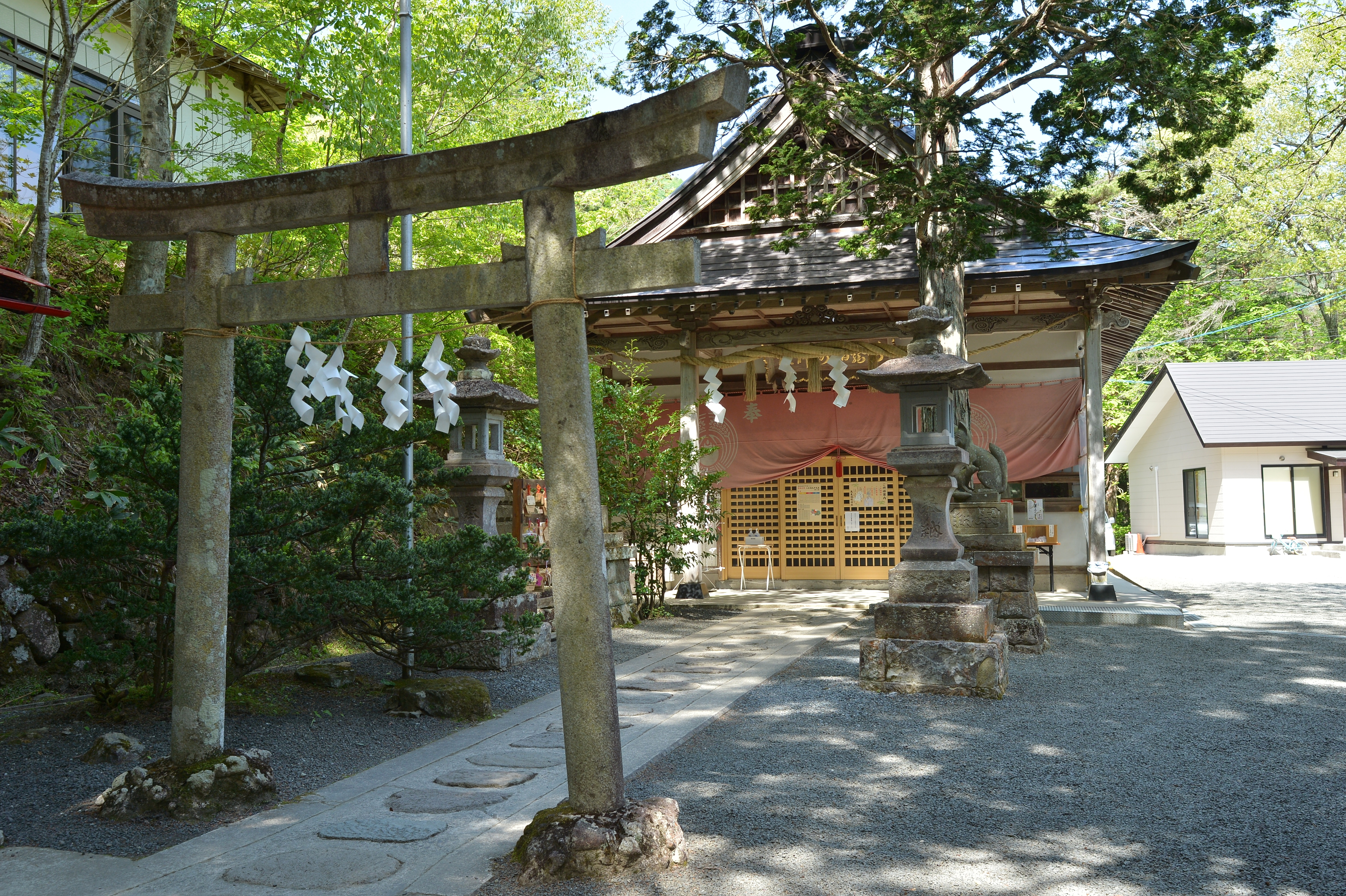
石の鳥居と社殿（参集殿）
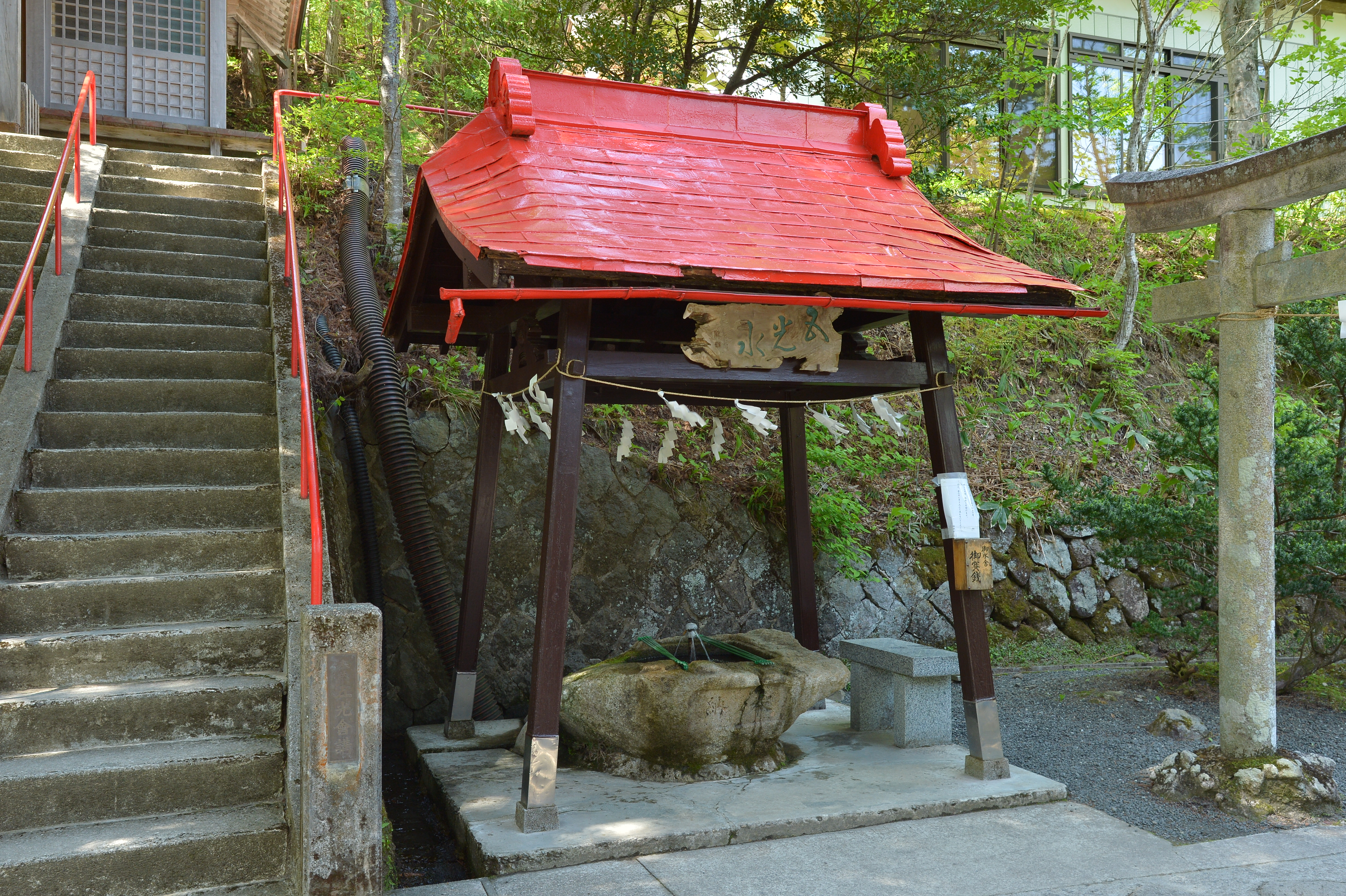
手水社
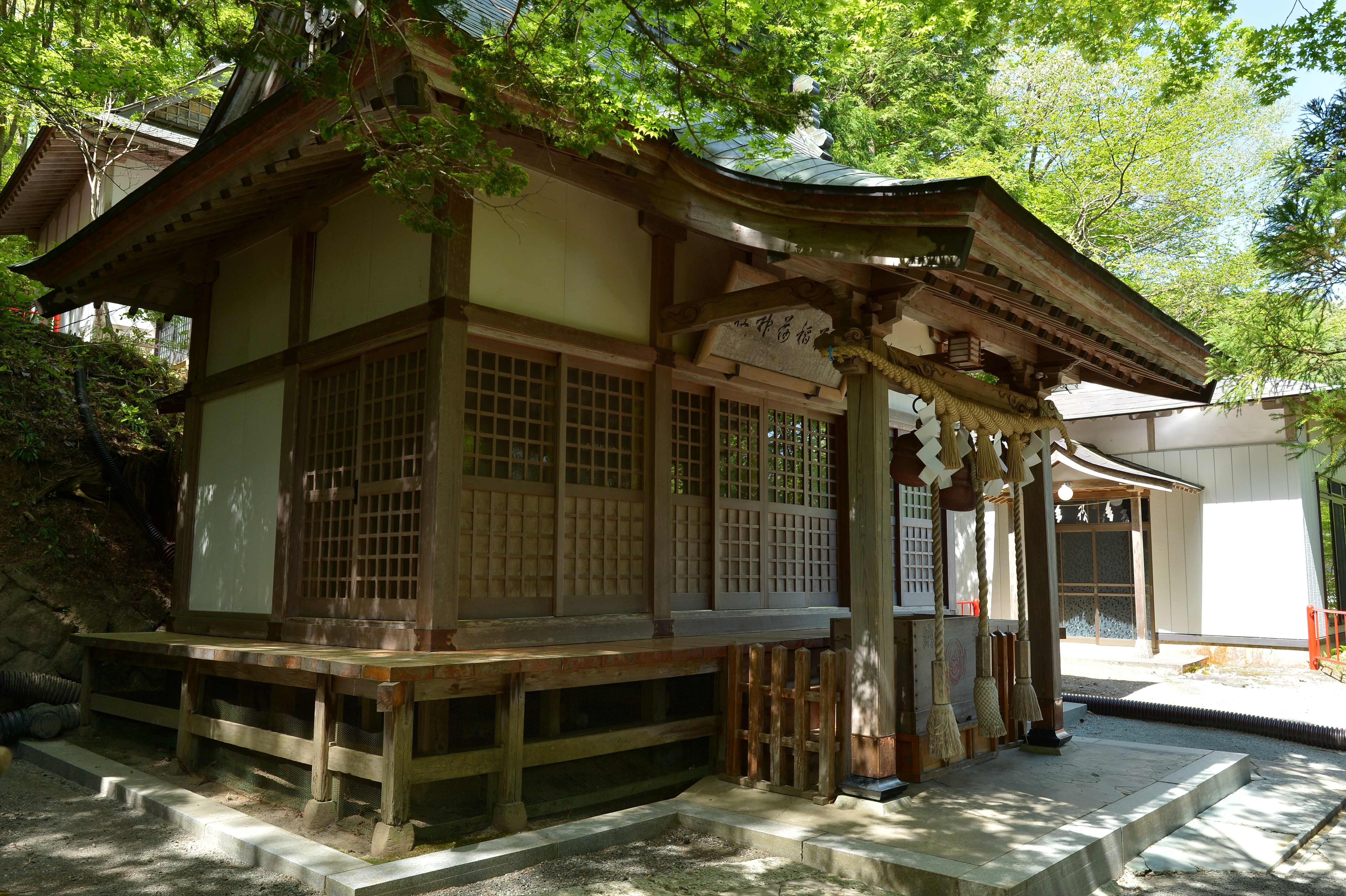
拝殿
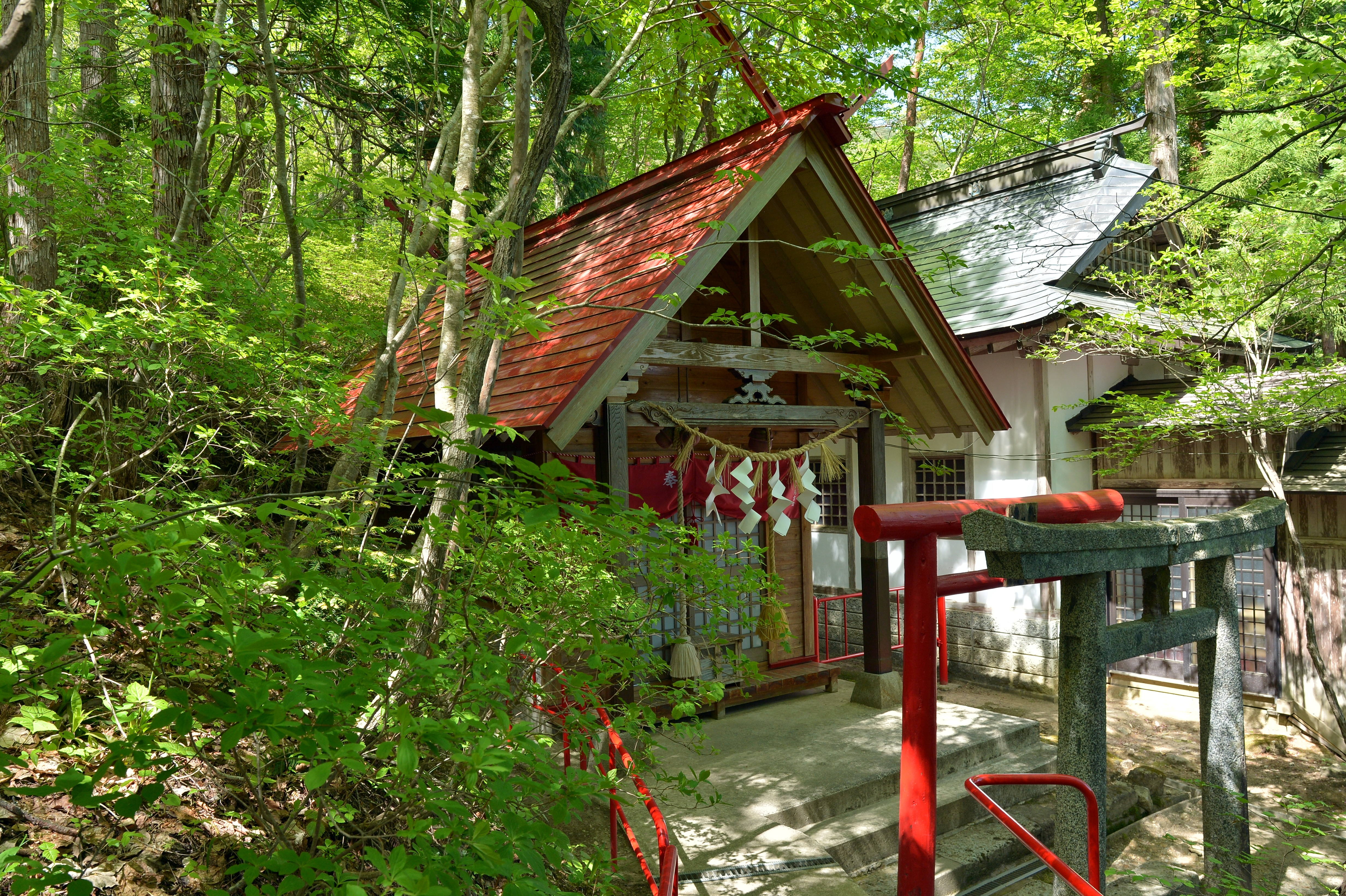
本殿
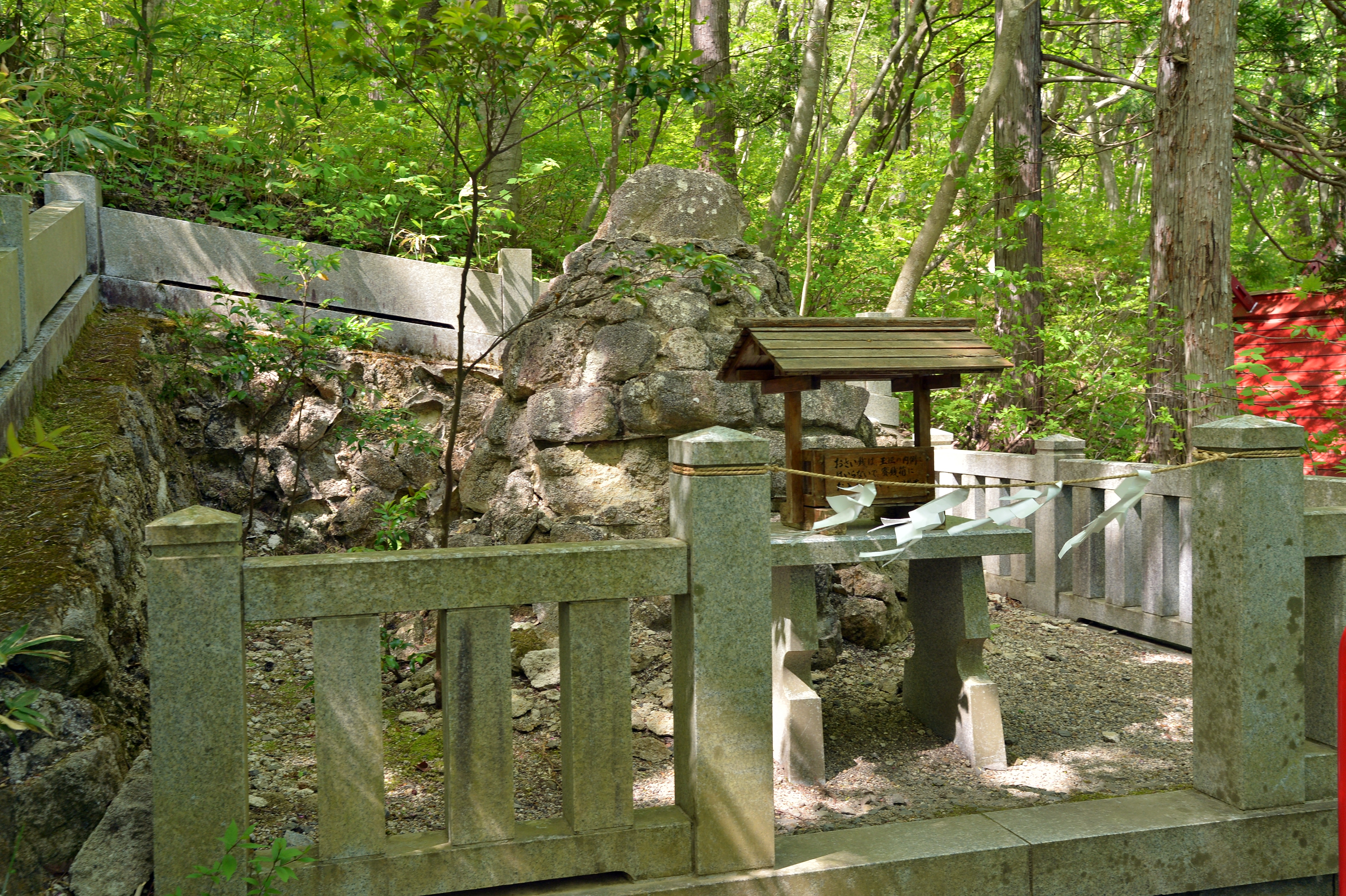
盤座